# Stazione meteorologica di Trieste Basovizza
La stazione meteorologica di Trieste Basovizza è la stazione meteorologica di riferimento  relativa all'omonima località del territorio comunale di Trieste.

## Coordinate geografiche
La stazione meteorologica si trova nell'area climatica dell'Italia nord-orientale, in Friuli-Venezia Giulia, nel comune di Trieste, nella località di Basovizza, a 372 metri s.l.m. e alle coordinate geografiche 45°39′N 13°52′E.

## Dati climatologici
In base alla media trentennale di riferimento 1961-1990, la temperatura media del mese più freddo, gennaio, si attesta a +1,5 °C, quella del mese più caldo, luglio, è di +20,6 °C.
| Trieste Basovizza  | Mesi | Mesi | Mesi | Mesi | Mesi | Mesi | Mesi | Mesi | Mesi | Mesi | Mesi | Mesi | Stagioni | Stagioni | Stagioni | Stagioni | Anno |
| Trieste Basovizza  | Gen  | Feb  | Mar  | Apr  | Mag  | Giu  | Lug  | Ago  | Set  | Ott  | Nov  | Dic  | Inv      | Pri      | Est      | Aut      | Anno |
| ------------------ | ---- | ---- | ---- | ---- | ---- | ---- | ---- | ---- | ---- | ---- | ---- | ---- | -------- | -------- | -------- | -------- | ---- |
| T. max. media (°C) | 4,4  | 6,3  | 9,6  | 14,0 | 18,1 | 23,1 | 25,7 | 25,3 | 21,5 | 15,7 | 10,0 | 6,4  | 5,7      | 13,9     | 24,7     | 15,7     | 15,0 |
| T. min. media (°C) | −1,4 | −0,7 | 1,7  | 5,9  | 9,8  | 13,6 | 15,4 | 15,3 | 12,4 | 7,9  | 3,4  | 0,2  | −0,6     | 5,8      | 14,8     | 7,9      | 7,0  |